# Oulun Palloseura
Maillots
Oulun Palloseura ou OPS est un club muti-sports finlandais basé dans le quartier de Koskikeskus  à Oulu. Le club possède des sections de football, de bandy et de bowling.
L'équipe de football joue actuellement en troisième division finlandaise. Le club de football a été fondé en 1925. 

## Histoire
Le club a régulièrement joué en première division au cours du XXe siècle. L'équipe s'est qualifiée deux fois dans son histoire pour la Coupe d'Europe. Ils ont rencontré à ces deux occasions le club anglais du Liverpool Football Club. Lors de la saison 1980-1981, après avoir réalisé un match nul 1-1 à l'aller à domicile, Oulun Palloseura perd 1-10 à Anfield. La saison suivante, ils sont défaits 0-1 en Finlande et battus 0-7 sur le terrain des Reds.

## Palmarès
- Champion de Finlande en 1979 et 1980